# بیلی میلار (بازیکن فوتبال، زاده ۱۹۰۶)
بیلی میلار (انگلیسی: Billy Millar؛ زادهٔ ۲۵ اکتبر ۱۹۰۶) بازیکن فوتبال در پست مهاجم اهل ایرلند شمالی است.

## باشگاهی
از باشگاه‌هایی که در آن بازی کرده‌است می‌توان به باشگاه فوتبال لیورپول اشاره کرد.